# Dan Meridor

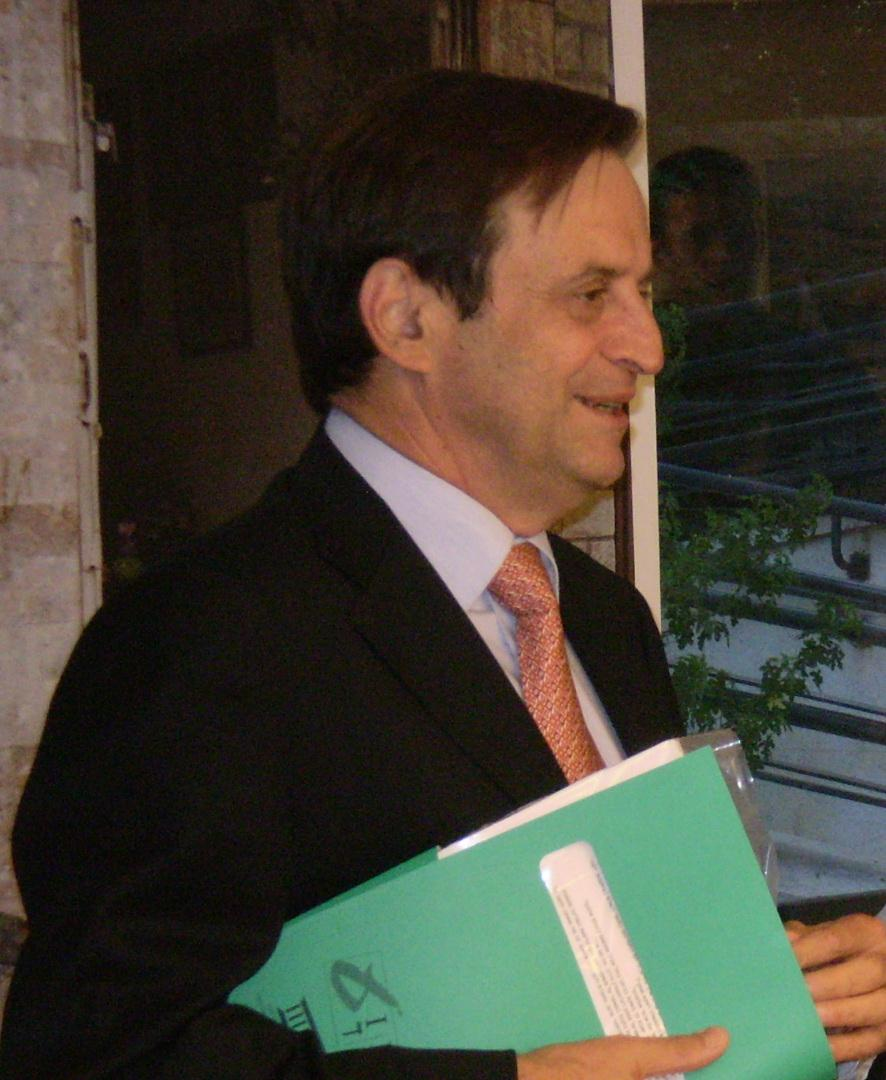
Dan Meridor, 2007

Dan Meridor (hebräisch דן מרידור‎, * 23. April 1947 in Jerusalem) ist ein israelischer Politiker. Er war u. a.Vizepremier und als Likud-Abgeordneter in der 32. Knesset vom 6. Mai 2009 bis zum 18. März 2013 Geheimdienstminister im Kabinett Benjamin Netanjahu.

## Biografie
Nach der Schulausbildung absolvierte er ein Studium der Rechtswissenschaften an der Hebräischen Universität Jerusalem, das er mit einem Bachelor of Law abschloss. Während des Sechstagekrieges 1967 war er Panzerkommandant. Nach seinem Militärdienst als Hauptmann der Panzertruppe war er von 1973 bis 1982 als Rechtsanwalt in Jerusalem tätig. Später war er von 1982 bis 1984 Sekretär der Regierungen von Menachem Begin und Jitzchak Schamir.
Seine politische Laufbahn begann er am 13. August 1984 mit seiner Wahl zum Abgeordneten der Knesset, in der er bis zum 17. Februar 2003 die Interessen des Likud vertrat. Zuletzt war er Mitglied der Zentrumspartei (Mifleget ha-Merkas) sowie von Gesher. In der Knesset war er von August 1984 bis November 1988 Vorsitzender der Unterausschüsse für Sicherheitsfragen und Sicherheitsgesetzgebung. Zuletzt war er von Juni 1999 bis Februar 2003 Vorsitzender des Ausschusses für Auswärtige Fragen und Verteidigung. Außerdem war er zeitweise Beobachter der Knesset beim Europarat.
Am 22. Dezember 1988 wurde er von Ministerpräsident Jitzchak Schamir als Justizminister erstmals ins Kabinett berufen und bekleidete dieses Amt bis zum 13. Juli 1992. Am 18. Juni 1996 ernannte ihn Ministerpräsident Benjamin Netanjahu zum Finanzminister, allerdings übernahm dieses Amt bereits ein Jahr später am 20. Juni 1997 Netanjahu selbst für kurze Zeit nach Meinungsverschiedenheit über Wechselkurse. Am 29. August 2001 wurde er schließlich Minister ohne Portefeuille in der bis zum 28. Februar 2003 amtierenden Regierung von Ariel Sharon. Nach seiner Wahlniederlage verlor er auch sein Amt in der Regierung.
Zurzeit ist Meridor Internationaler Vorsitzender der 1966 vom damaligen Bürgermeister von Jerusalem, Teddy Kollek, gegründeten Jerusalem Foundation. Außerdem ist er Senior Fellow des Israel Democracy Institute. Meridor, der wieder dem Likud beigetreten ist, wird auch wieder als Kandidat für die nächsten Knesset-Wahlen genannt.